# جنگجوی صلیبی (آلبوم)
جنگجوی صلیبی (به انگلیسی: Crusader) چهارمین آلبوم کریس دی‌برگ که در سال ۱۹۷۹ منتشر شد. این آلبوم توسط اندرو پاول، که با آلن پارسونز پراجکت در بسیاری از آلبوم‌های قبلی‌شان هم‌کاری داشت، تولید شد. نوازندگان این آلبوم نیز جزء آلن پارسونز پراجکت بوده‌اند.

## آهنگ‌ها
| شمارهٔ ترک | عنوان انگلیسی                   | برگردان به فارسی          | زمان |
| --------- | ------------------------------- | ------------------------- | ---- |
| ۱         | Carry On                        | ادامه بده                 | ۳:۴۷ |
| ۲         | I Had The Love In My Eyes       | من تو چِشام عشقُ داشتم      | ۳:۲۹ |
| ۳         | Something Else Again            | باز یه چیزِ دیگه           | ۴:۲۵ |
| ۴         | The Girl With April In Her Eyes | دختری که بهار تو چِشاش بود | ۴:۵۵ |
| ۵         | Just In Time                    | دقیقاً به موقع             | ۵:۱۱ |
| ۶         | Carry On (Reprise)              | ادامه بده (؟)             | ۰:۳۲ |
| ۷         | The Devil's Eye                 | چشم شیطان                 | ۴:۱۳ |
| ۸         | It's Such A Long Way Home       | خونه خیلی دوره            | ۳:۳۱ |
| ۹         | Old-Fashioned People            | مردمِ پرت از مرحله         | ۳:۲۷ |
| ۱۰        | Quiet Moments                   | لحظه‌های آروم              | ۱:۳۸ |
| ۱۱        | Crusader                        | جنگ‌جوی صلیبی              | ۸:۴۸ |
| ۱۲        | You And Me                      | روزِ عالی                  | ۱:۱۲ |

## عوامل
- کریس دی‌برگ (گیتار و هارمونی).
- ایان بایرنسون (گیتار الکتریک).
- پاتون دیوید (باس).
- استوارت الیوت (درامز و پرکاشن).
- مایک موران (پیانو، ارگ و سینت‌سایزر).
- اندرو پاول (پیانو).